# Авиация Турции
Турция является развивающимся авиационным узлом на стыке Европы с формирующимися рынками на Кавказе, в Среднем Востоке и в Северной Африке.

## Авиакомпании

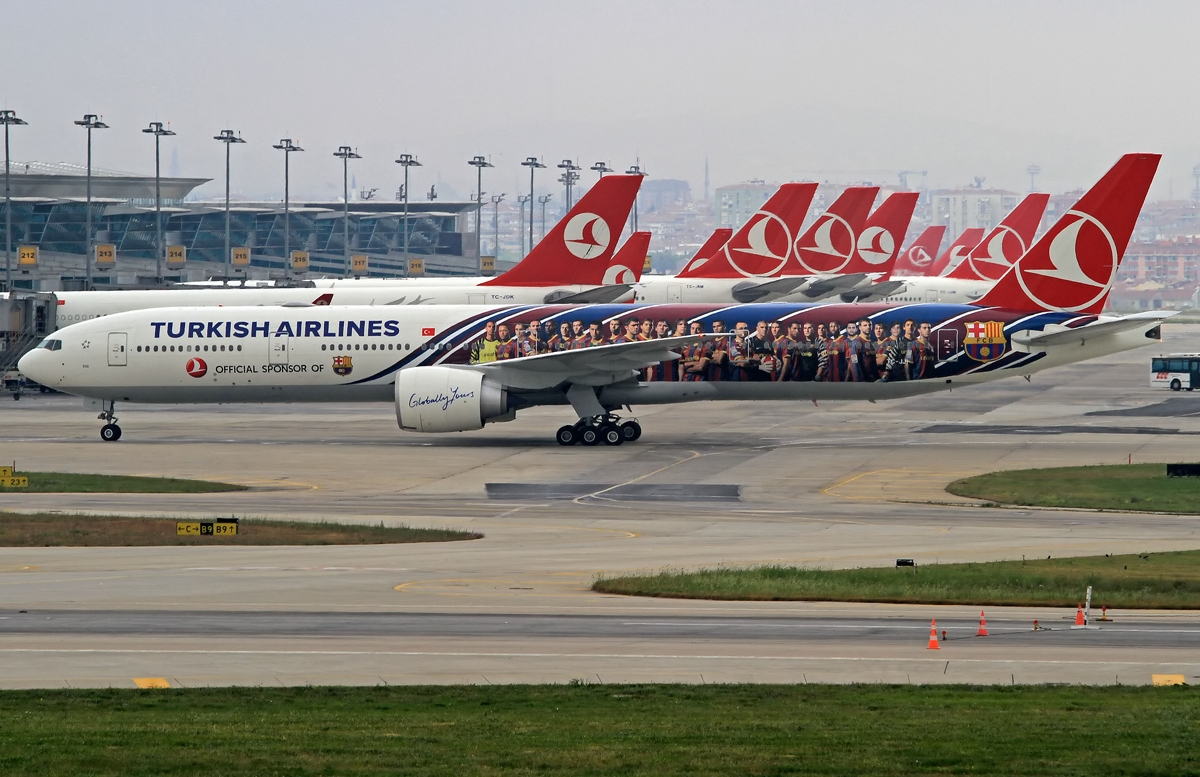
Самолёты Турецких авиалиний

В 1983 году турецкий рынок авиакомпаний был либерализован. В то время как раньше обслуживать аэропорты страны разрешалось только государственным компаниям, с принятием в 1983 году закона о гражданской авиации были допущены и частные компании. Поскольку регулирование не смогло создать конкурентную среду, квази-монополия турецкого национального авиаперевозчика Turkish Airlines была ещё больше усилена. Только в 2003 году основные барьеры для входа на рынок были сняты, что привело к повышению конкуренции, хотя Turkish Airlines продолжает пользоваться государственной поддержкой.
С 61,8 млн пассажиров в 2015 году Turkish Airlines сегодня является одной из крупнейших авиакомпаний мира, в частности, по количеству международных пассажиров. Осуществляя регулярные рейсы по 280 направлениям в Европе, Азии, Африке и Южной Америке, на февраль 2015 года Turkish Airlines являлась четвёртым крупнейшим авиаперевозчиком в мире по ряду направлений и обслуживающим большинство стран.

## Аэропорты
С 2000-х годов в стране наблюдается необычайно интенсивное развитие гражданской авиации, рост в этой отрасти происходит в десять раз быстрее, чем в среднем в мире. В то время как в 2003 году в Турции аэропорты обслуживали только 34 млн пассажиров, в 2010 году их число возросло до 105 млн, 52 процента из них приходятся международные рейсы. В 2012 году турецкие аэропорты обслужили 130 миллионов пассажиров, что делает страну шестым по величине авиационным рынком Европы.
В 2015 году стамбульский аэропорт имени Ататюрка обслужил 61,8 млн пассажиров, что сделало его 11-м по загруженности аэропортом мира. Этот стареющий аэропорт в 2018 году заменён Новым аэропортом Стамбула. С крупнейшим в мире терминалом, изначально обслуживающим 90 миллионов пассажиров, новый аэропорт будет наращивать пассажиропоток, при этом планируется построить ещё два терминала, суммарно обслуживающих до 150 млн пассажиров в год. Предполагается, что к 2035 году новый аэропорт станет крупнейшим в мире, обслуживая 260 миллионов пассажиров ежегодно.
При министре транспорта Бинали Йылдырыме открыты многочисленные новые аэропорты, начиная с аэропортов Зонгулдак, Шанлыурфа и Хатай в 2007 году. За ними последовало открытие аэропорта Амасья Мерзифон в 2008 году, в то время как аэропорт Газипаша, обслуживающий Анталию и аэропорт Гёкчеада, обслуживающий Чанаккале, открыты в 2010 году. Аэропорт Зафер, обслуживающий города Афьонкарахисар, Ушак и Кютахья, открыт в 2012 году, в том же году открыт аэропорт Ыгдыр, в следующем 2013 году был открыт аэропорт Ширнаке  . Аэропорты Эрхач в Малатье и Дженгиза Топеля в Коджаэли, ранее выполнявшие функции военно-воздушных баз, были открыты для гражданской авиации в 2007 и 2011 годах соответственно. Новый международный терминал в Измирском аэропорту имени Аднана Мендереса был открыт в 2006 году, а терминал для внутренних рейсов — в 2014 году. Новые терминалы аэропортов Эрзинджан и Мардин были открыты в 2011 году, а строительство нового международного терминала для аэропорта Миляс-Бодрум было завершено в 2012 году.
В тот же период, многие другие аэропорты были отремонтированы, включая Токат, Кахраманмараш, Сивас, Газиантеп и Чанаккале, аэропорты Балыкесир и Карс Харакани были вновь открыты в 2006 и 2007 годах. Работы по модернизации аэропортов Балыкесир Коджа Сейит и Кастамону были завершены в 2010 и 2013 годах соответственно.

На декабрь 2021 года в Турции насчитывается 56 аэропортов.

### Строительство аэропортов
В секторе строительства аэропортов одним из региональных лидеров рынка является строительная компания Limak İnşaat. В 2007 году в Limak İnşaat организовала совместное предприятие с французской компанией Aéroport de Lyon и выиграла тендер на строительство Приштинского аэропорта. В 2015 году компания выиграла тендер на строительства нового терминала в международном аэропорту Кувейта. Limak İnşaat также является частью совместного предприятия, которое выиграло тендер на строительство Нового аэропорта Стамбула.

## Авиационная промышленность

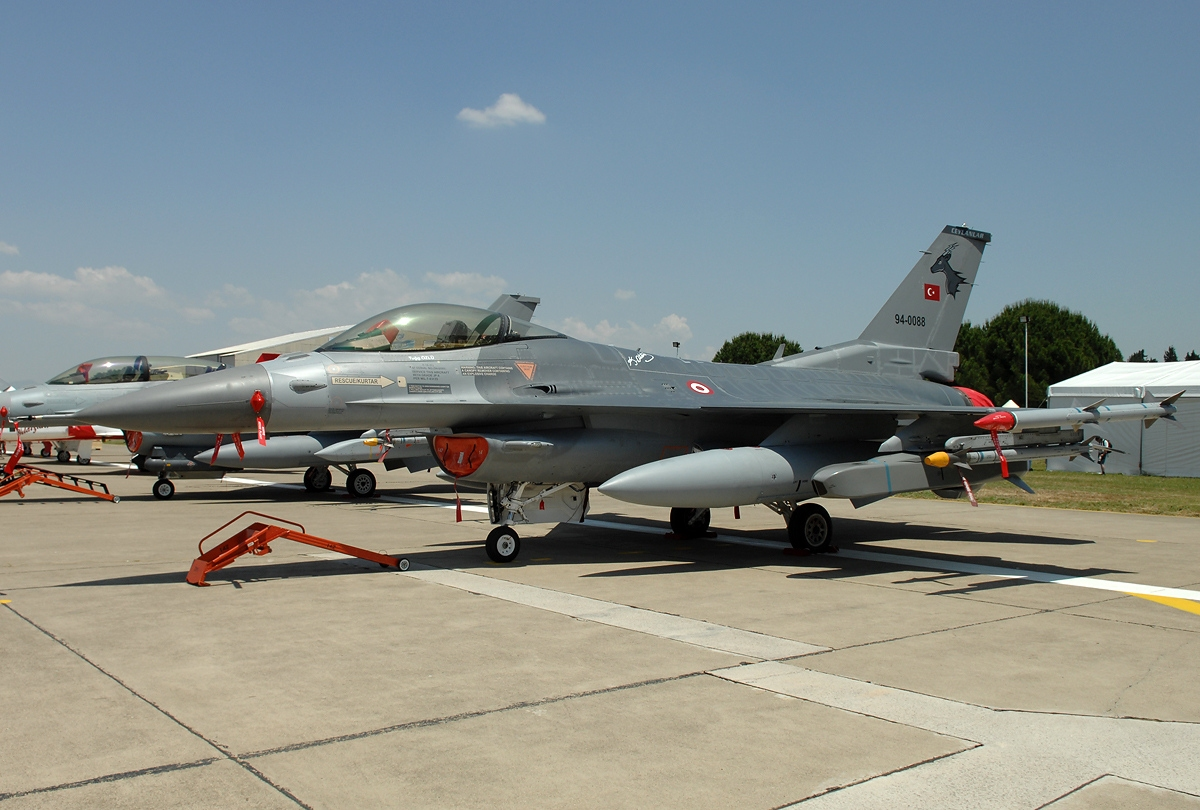
Истребитель Ф-16С турецких ВВС производства TUSAŞ

Турция стремится к созданию национальной аэрокосмической промышленности с момента основания Республики. Главной корпорацией авиапромышленности Турции является TUSAŞ, основанная в 1984 году, и являющаяся преемником корпорации, основанной в 1973 году под эгидой турецкого Министерства промышленности и технологий.